# Pietro Delai
Pietro Delai (* um 1635 in Scaria; † 16. April 1695 in Bozen) war ein italienischer Baumeister der Barockzeit, der in Tirol tätig war.

## Leben
Pietro Delai gehörte zu einer weitverzweigten Baumeister-, Maurer-, Maler- und Stuckateurfamilie, die aus Scaria d’Intelvi, einem Ort am Lago di Como in der Lombardei stammte (ursprünglich d‘Allio). Sie dominierte den Kirchenbau von der Mitte des 17. bis zur Mitte des 18. Jahrhunderts in Südtirol.
Pietro war der Sohn von Giaccomo il Giovane Delai und dessen Frau Francesca; sein Bruder war Andrea Delai, mit dem er einige Bauprojekte gemeinsam ausführte. Die Familie hatte ihren Lebensmittelpunkt in Bozen, wo der Vater auch 1675 gestorben ist. Pietro wurde 1661 Maurermeister und 1677 Stadtbaumeister von Bozen. Er erhielt dort 1685 das Bürgerrecht und heiratete 1686 Sabrina Stegerin, mit der er neun Kinder hatte.

## Werke

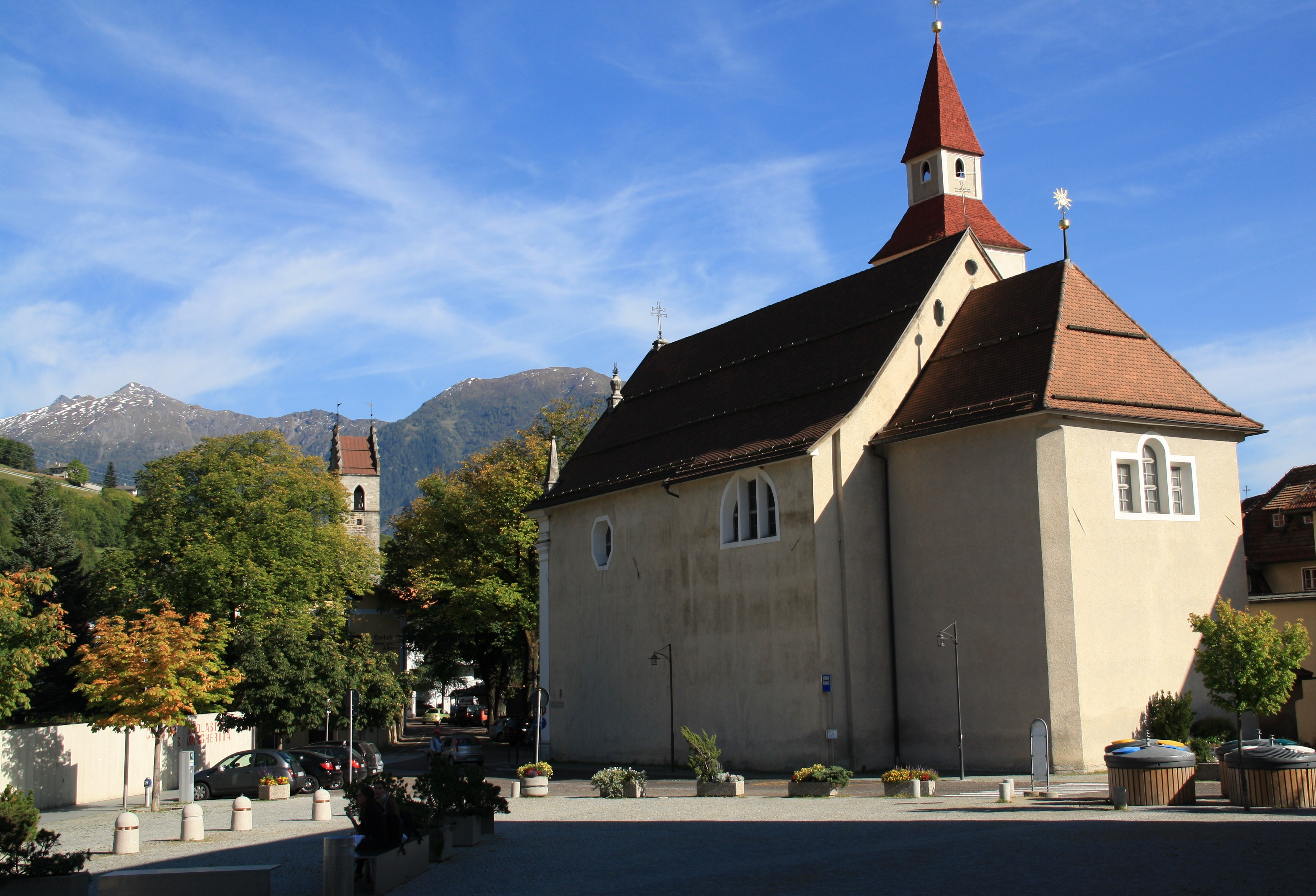
St. Margareth in Sterzing, 1678–80 von Pietro Delai erbaut

- Umbaupläne für Stiftskirche und Westtrakt, Stift Stams (1675–1676)
- Arbeiten an Turm und Fassade der Kirche St. Jakob, Oberau bei Bozen (1677–1687)
- Kirche St. Margareth, Sterzing (1678–1680)
- Restaurierung und Umgestaltung der St. Nikolaikirche, Bozen (1681–1682; zerstört)
- Antoniuskapelle, Franziskanerkirche, Bozen (1687)
- Arbeiten an der Merkantilkapelle, Dominikanerkirche, Bozen (1687; zerstört)
- Kloster und Klosterkirche, Säben (1692)
- Kreuzkirchl St. Salvator, Sterzing (1692)